# Manoj Gogoi
Manoj Gogoi (en assamés: মনোজ গগৈ) es un conservacionista y rehabilitador indio de animales salvajes en Assam. Rescató más de 5.000 animales en el parque nacional Kaziranga, un parque nacional de los distritos de Golaghat, Karbi Anglong y Nagaon, en el estado de Assam, en la India. Es muy conocido por salvar animales desesperados de las inundaciones anuales de Assam.

## Vida personal
Está casado con Kashmiri Saikia Gogoi. Casó en 2005.

## Trabajos de conservación de fauna salvaje
Gogoi es un gran observador de aves y naturalista. Creció rodeado de una naturaleza llena de aves, rinocerontes, leopardos y serpientes, incluso venenosas. Después de trabajar como conductor y guía turístico transportando turistas hasta 2013, Gogoi decidió convertirse en ecologista después de un encuentro casual con Kedar Gore, director de la Fundación Corbett.
Gogoi formó parte de un documental de televisión filmado por el cineasta de fauna salvaje Vijay Bedi, que se mostró en Animal Planet y en el Discovery Channel. La Fundación Corbett le otorgó el título de "Wildlife Warrior" en 2014.

## Premio
Gogoi recibió el India Star Passion Award 2019 por su servicio social (ambiental).